# Клірвотер (кратер)
Lac à l'Eau Claire (офіційна назва французькою), інші назви: Clearwater Lakes англійською, Wiyasakami мовою крі і Allait Qasigialingat інуїтською мовою - пара круглих озер у кратерах на Канадському щиті в Квебеку, Канада, поблизу Гудзонової затоки.
Насправді озера є однією водоймою з островами, що утворюють "пунктирну лінію" між східною і західною частинами. Назва озера пов'язана з чистою водою. В провінції є насправді 25 озер з такою назвою (26, якщо включати озеро Small Clearwater - Petit lac à l'Eau Claire). Це найбільше і найпівнічніше та друге за величиною природне озеро Квебеку після озера Містассіні (Mistassini).
У 1896 році дослідник і геолог Альберт Пітер Лоу, член Геологічної служби Канади, вказав найімовірніше походження описової назви озер, виділивши надзвичайну прозорість і глибочінь їхніх крижаних вод.

## Ударні кратери
Озера заповнили кругові депресії, які інтерпретуються як парні метеоритні кратери (астроблеми). Східний та західний кратери мають 26 км і 36 км у діаметрі відповідно. Обидва кратери мають однаковий вік - 290 ± 20 млн років (Перм), і вважається, що вони сформувалися одночасно. Вони можуть бути гравітаційно пов'язані як подвійний астероїд. Така пропозиція вперше зроблена Томасом Гамільтоном (Thomas Wm. Hamilton) в листі до журналу Sky & Telescope на підтримку тодішньої спірної теорії про те, що астероїди можуть мати супутників.

## Мікроклімат
Через свій розмір, Lac à l'Eau Claire може впливати на місцевий клімат, про що свідчить розподіл видів рослин. Незважаючи на те, що берегова лінія озера населена головним чином бореальними видами, флора центральних островів у західній частині басейну озера характеризується арктичними видами, що робить острови анклавом Арктики.

## Природний парк
Величезні околиці озер, затока Річмонд (Lac Guillaume-Delisle) і озеро Iberville (Lac D'Iberville) є частиною 15549 км²  національного парку Tursujuq National Park, найбільшого природного парку в Квебеку, відкритого 2012 році.